# 8521 Boulainvilliers
A 8521 Boulainvilliers (ideiglenes jelöléssel 1992 GF4) a Naprendszer kisbolygóövében található aszteroida. Eric Walter Elst fedezte fel 1992. április 4-én.